# Hazafias Népfront
A Hazafias Népfront (rövidítve: HNF) sajátos társadalmi szervezet volt 1954 és 1990 között, amelynek célja „a magyar társadalom valamennyi osztályának, rétegének összefogása” volt. Egyéni tagsága nem volt, tömegmozgalomként működött. Az akkori politikai rendszer minden elemét, az MSZMP-t, a tömegszervezeteket, valamint a társadalmi és kulturális szervezeteket egyesítette. Önálló napilapja volt 1954 és 1989 között a Magyar Nemzet.

## Története

### Megalakulása
1954 őszén, október 22–24-én alakult, a Magyar Függetlenségi Népfront utódszervezeteként. A magyarországi népfrontpolitika szervezeteit (Magyar Front, a Magyar Nemzeti Függetlenségi Front (1944–45) és a Magyar Függetlenségi Népfront) tekintette elődeinek. Megalakításában nagy szerepe volt Nagy Imre miniszterelnöknek, aki ezáltal kívánta politikai szerephez juttatni a (kommunista) párton (MDP) kívüli állampolgárokat.

### Az 1956. évi forradalom után
Tényleges szerephez az 1956. évi forradalom leverése után jutott. A kádári restauráció idején az egypártrendszerű országban a Hazafias Népfront (HNF) volt „a szocialista nemzeti egység kifejezője”. Kiemelkedő szerepet kapott az országgyűlési és a tanácsi választások előkészítésében és lebonyolításában. Bár 1970-ben eltörölték a HNF jelöltállítási monopóliumát (vagyis elvben bárki bárkit jelölhetett volna képviselőnek), egészen 1985-ig csak az lehetett jelölt a választásokon, aki a Hazafias Népfront programját elfogadta. Az 1980-as évek második felében, főleg Pozsgay Imre főtitkársága idején, a Hazafias Népfront jelentősége növekedett.
Ettől függetlenül a HNF jelöltjei között (ahogy az egész rendszer során 1949-től 1989-ig mindvégig) voltak párton kívüli jelöltek és így országgyűlési képviselők is, akik 1989-ig a már előbb említett módon ugyanúgy a HNF jelölésében, a HNF programjával jutottak be, mint az állampárti jelöltek. A Hazafias Népfrontnak egyedül az 1985-ös választásokon akadt „vetélytársa”, a mindenhol függetlenként induló úgynevezett „spontán jelöltek” (összesen 72-en), akik közül 32-en jutottak be a parlamentbe (igaz volt köztük MSZMP-s is). Ez volt az egyetlen választás, amin a HNF nem egyedül indult és az utolsó, amin nyerni tudott (köszönhetően a nagyobb arányú „spontán jelölések” visszafogásának), de már nem 100%-os, hanem „csupán” 91%-os eredménnyel. Az innentől egészen a rendszerváltásig lezajlott időközi választásokon kivétel nélkül mindig az ellenzék jelöltjei jutottak be a parlamentbe.

### Megszűnése
A rendszerváltás folyamatában addigi kizárólagos feladatai megszűntek. 1989 októberében, az első szabad választásokon kísérletet tettek a pártoktól független indulásra. Október 15-én a HNF kongresszusán Kulcsár Kálmán igazságügy-minisztert választották a mozgalom elnökévé és köztársaságielnök-jelöltté. A HNF alelnöke Mikola István, főtitkára Kukorelli István egyetemi tanár lett.
Mint független mozgalom, Hazafias Választási Koalíció néven választási együttműködésre lépett 12 egyéb társadalmi szervezettel. Az 1990. évi országgyűlési választásokon sikerült országos listát állítania, azonban nem jutott mandátumhoz. 1990. júniusban megszűnt. Jogutódaként 1990. augusztus 4-én alakult meg a Demokrata Koalíció.

## Feladatai
- Az országgyűlési választások előkészítése és lebonyolítása, listák állítása.
- Részvétel a jogalkotásban, törvényjavaslatok és más jogszabályok előkészítése.
- A „társadalmi öntevékenység” szervezése.

## Vezető szervei
- Kongresszus
- az Országos Tanács
- az Országos Tanács elnöksége

### A budapesti bizottság
- A budapesti bizottság első elnöke Harrer Ferenc volt. A bizottság 1957 októberében alakult újjá. Tagjainak száma 135, az elnökség létszáma 33 fő volt.

## Ismertebb vezetői
- Dobi István (OT elnöke 1954 – 1968)
- Apró Antal elnök (1956. június 16. – 1957)
- Bencsik István (1970-1974 főtitkár)
- Bognár József akadémikus (1972-től alelnök)
- Bognár Rezső akadémikus (1960 – 1964 alelnök, 1964-től OT Elnökségének tagja
- Gáspár Sándor (1957-től OT Elnökségének tagja, 1960- 1964 alelnök)
- Kállai Gyula (1954-től OT tagja, 1957-től OT Elnökségének tagja, 1958-tól elnök)
- Mihályfi Ernő, az Elnöki Tanács tagja, a Magyar Nemzet főszerkesztője
- Pethő Tibor alelnök (1976–1982)
- Pozsgay Imre (1982–1988)
- Kulcsár Kálmán (elnök 1989. október 15-től)
- Kukorelli István (főtitkár 1989. október 15-től)
- Mikola István

## Választási eredményei
| Választások | Részvételi arány | Választási eredmény | MSZMP-tag | Pártonkívüli | Mandátumok száma | Mandátumok aránya |
| ----------- | ---------------- | ------------------- | --------- | ------------ | ---------------- | ----------------- |
| 1958-as     | 98,4%            | 99,6%               | 276       | 62           | 338              | 100%              |
| 1963-as     | 97,2%            | 98,9%               | 252       | 88           | 340              | 100%              |
| 1967-es     | nincs adat       | nincs adat          | 259       | 90           | 349              | 100%              |
| 1971-es     | 98,7%            | nincs adat          | 224       | 128          | 352              | 100%              |
| 1975-ös     | 97,6%            | nincs adat          | 215       | 137          | 352              | 100%              |
| 1980-as     | nincs adat       | nincs adat          | 252       | 100          | 352              | 100%              |
| 1985-ös     | ?                | ?                   | ?         | ?            | 355              | 91,73%            |